# Molophilus amiculus
Molophilus amiculus är en tvåvingeart som beskrevs av Alexander 1927. Molophilus amiculus ingår i släktet Molophilus och familjen småharkrankar. Inga underarter finns listade i Catalogue of Life.